# دهستان هویزه شمالی
دهستان هویزه شمالی یکی از دهستان‌های شهرستان هویزه در استان خوزستان ایران است. این دهستان در بخش مرکزی شهرستان هویزه قرار دارد و براساس سرشماری مرکز آمار ایران در سال ۱۳۹۰، جمعیت آن ۳۵۳۰ نفر (در ۷۶۱ خانوار) بوده‌است.